# مقبرة ميتينسكو

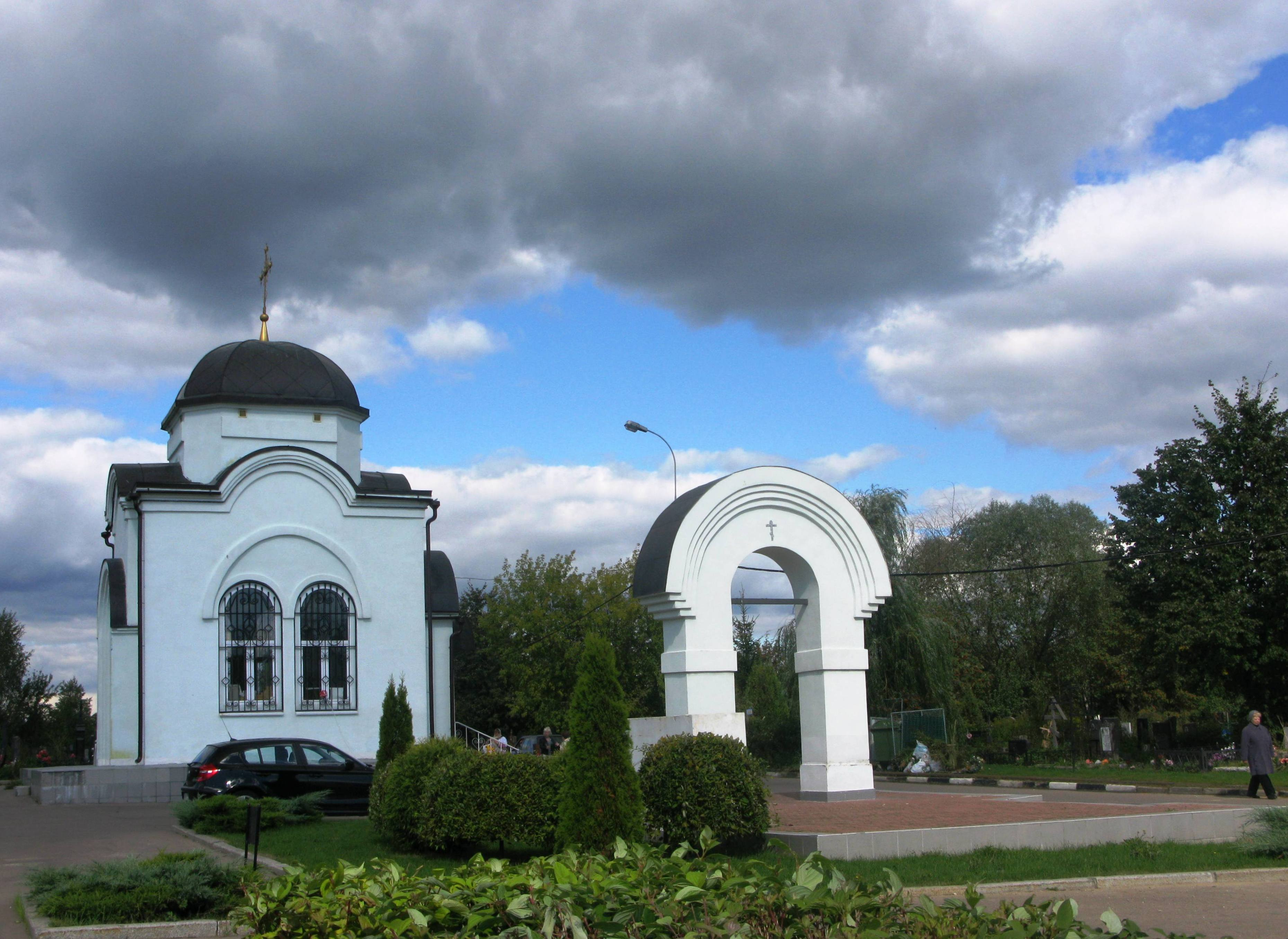

مقبرة ميتينسكو (بالروسية: Ми́тинское кла́дбище) هي مقبرة تقع في المنطقة الإدارية الشمالية الغربية في موسكو. بنيت في 15 سبتمبر 1978، وهي كنيسة أرثوذكسية روسية شيدت عام 1998، وقد زارها البطريرك ألكسيوس الثاني عدة مرات. تبلغ مساحة المقبرة 1،080،000 متر مربع (11،600،000 قدم مربع) وهي مكان الدفن لرجال الإطفاء وعمال محطة الطاقة الذين لقوا حتفهم أثناء إخماد الحرائق من كارثة تشيرنوبيل، بالإضافة إلى قامات الثقافة والعلمية والعلمية السوفيتية والروسية البارزة. والشخصيات عسكرية (بما في ذلك العديد من أبطال الاتحاد السوفيتي والاتحاد الروسي). كل عام في الساعة العاشرة من صباح يوم 3 سبتمبر تتجمع الحشود في المقبرة وتضيء آلاف الشموع تخليداً لذكرى ضحايا أزمة رهائن مدرسة بسلان.